# Етрета
Етрета (фр. Etretat) је насељено место у Француској у региону Горња Нормандија, у департману Приморска Сена.
По подацима из 2011. године у општини је живело 1469 становника, а густина насељености је износила 360,93 становника/km².

## Демографија
| 1962. | 1968. | 1975. | 1982. | 1990. | 1999. | 2011. |
| ----- | ----- | ----- | ----- | ----- | ----- | ----- |
| 1.565 | 1.472 | 1.525 | 1.577 | 1.565 | 1.565 | 1.469 |